# Saifen-Boden
Saifen-Boden – dawna gmina położona w zachodniej Austrii, w Styrii, w powiecie Hartberg. W roku 860 Sabniza, ale już w 1128 Sauen, nazwa prawdopodobnie od słowiańskiej nazwy Żabnica (*žab'n(ic)a). 1 stycznia 2015 została rozwiązana, a tereny jej połączono z gminami Rabenwald, Pöllau, Schönegg bei Pöllau oraz Sonnhofen tworząc gminę targową Pöllau.